# تريفور برينان
تريفور برينان (بالإنجليزية: Trevor Brennan) هو لاعب اتحاد الرغبي أيرلندي، ولد في 22 سبتمبر 1973 في Leixlip ‏ في جمهورية أيرلندا.

## وصلات خارجية
- تريفور برينان عل موقع إسبنسكروم (الإنجليزية)
- تريفور برينان على موقع ItsRugby.co.uk (الإنجليزية)